# ATP Challenger Chandigarh
Der ATP Challenger Chandigarh (offiziell: Chandigarh Challenger) war ein Tennisturnier, das 2001 einmal in Chandigarh, Indien, stattfand. Es gehörte zur ATP Challenger Tour und wurde im Freien auf Hartplatz gespielt.

## Liste der Sieger

### Einzel
| Jahr | Sieger                 | Finalgegner | Ergebnis |
| ---- | ---------------------- | ----------- | -------- |
| 2001 | Dennis van Scheppingen | Noam Okun   | 6:3, 7:5 |

### Doppel
| Jahr | Sieger                          | Finalgegner                     | Ergebnis |
| ---- | ------------------------------- | ------------------------------- | -------- |
| 2001 | František Čermák Radek Štěpánek | Giorgio Galimberti Nir Welgreen | 6:4, 6:2 |